# Слово о погибелі Руської землі
«Слово о погибелі Руської землі» — уривок з майже не збереженого твору, присвяченого, швидше за все, монголо-татарській навалі на Русь 1237—41. Дійшов до нашого часу у двох списках як вступ до першої редакції «Повісті про житіє Олександра Невського». Висловлювалася думка, ніби «Слово…» було вступом до світської біографії князя Олександра Невського, однак за стилем перше не відповідає другій. За поетичною структурою, ідеями та зображувальними засобами «Слово…» близьке до «Слова о полку Ігоревім». Обом творам притаманні високий патріотизм, яскраво виражене почуття національної самосвідомості, гіперболізація сили й доблесті князя, ліричне сприймання природи, ритмічний лад тексту тощо. У науці існують різні думки з приводу часу написання і особи автора «Слова…». Дехто зв'язував виникнення «Слова…» з битвою на Калці (див. Калка, битва на річці 1223), інші вважали, що «Слово…» є відгуком на смерть князя Ярослава Всеволодича в Орді 1246; однак найбільш переконливим виглядає погляд, що «Слово…» стало ліричним плачем із приводу страхіть Батиєвої навали. Імовірною здається думка, що автором був вихідець з Південної Русі. «Слово…» знайшло відображення у кількох пізніших пам'ятках давньоруської літератури, зокрема у створеному ченцем Кирило-Білозерського монастиря Єфросином наприкінці 1470-х рр. варіанті «Задонщини».